# Music (John Miles)
Music is een in 1976 door John Miles uitgebrachte single, met wisselingen in tempo, ritme, klankkleur en instrumentatie. De single komt van het album Rebel. Het nummer gaat over John Miles' voorliefde voor muziek:

Music was my first love; and it will be my last

In Nederland werd Music veel gedraaid op Hilversum 3 en  stond in 1976 één week op de eerste plaats van de Nationale Hitparade, maar hield het slechts 7 weken vol in die lijst. In de Nederlandse Top 40 werd de 2e positie bereikt. In het voorjaar van 1982 werd de single nogmaals uitgebracht met als resultaat een 8 weken notering met als hoogste plaats nummer 4 in de Nationale Hitparade en nummer 5 in de Nederlandse Top 40.
In de Top 100 van het jaar 1976 (gebaseerd op punten) stond het nummer op #44. Het stond bovendien op #58 in de Top 100 van 1984 (gebaseerd op verkoop).
John Miles zong het nummer regelmatig tijdens de Night of the Proms.
Instrumenten gebruikt in het lied zijn:
- (Elektrische) Gitaar
- Drums
- Piano
- Basgitaar
- Een blaassectie (klarinet, trompet, etc)
- Een strijksectie (viool)

## Hitnotering
| "Music" in de Nederlandse Top 40 - binnen: 24-04-1976 \| binnen: 13-03-1982 | "Music" in de Nederlandse Top 40 - binnen: 24-04-1976 \| binnen: 13-03-1982 | "Music" in de Nederlandse Top 40 - binnen: 24-04-1976 \| binnen: 13-03-1982 | "Music" in de Nederlandse Top 40 - binnen: 24-04-1976 \| binnen: 13-03-1982 | "Music" in de Nederlandse Top 40 - binnen: 24-04-1976 \| binnen: 13-03-1982 | "Music" in de Nederlandse Top 40 - binnen: 24-04-1976 \| binnen: 13-03-1982 | "Music" in de Nederlandse Top 40 - binnen: 24-04-1976 \| binnen: 13-03-1982 | "Music" in de Nederlandse Top 40 - binnen: 24-04-1976 \| binnen: 13-03-1982 | "Music" in de Nederlandse Top 40 - binnen: 24-04-1976 \| binnen: 13-03-1982 | "Music" in de Nederlandse Top 40 - binnen: 24-04-1976 \| binnen: 13-03-1982 | "Music" in de Nederlandse Top 40 - binnen: 24-04-1976 \| binnen: 13-03-1982 | "Music" in de Nederlandse Top 40 - binnen: 24-04-1976 \| binnen: 13-03-1982 | "Music" in de Nederlandse Top 40 - binnen: 24-04-1976 \| binnen: 13-03-1982 | "Music" in de Nederlandse Top 40 - binnen: 24-04-1976 \| binnen: 13-03-1982 | "Music" in de Nederlandse Top 40 - binnen: 24-04-1976 \| binnen: 13-03-1982 | "Music" in de Nederlandse Top 40 - binnen: 24-04-1976 \| binnen: 13-03-1982 | "Music" in de Nederlandse Top 40 - binnen: 24-04-1976 \| binnen: 13-03-1982 | "Music" in de Nederlandse Top 40 - binnen: 24-04-1976 \| binnen: 13-03-1982 | "Music" in de Nederlandse Top 40 - binnen: 24-04-1976 \| binnen: 13-03-1982 |
| Week                                                                        | 1                                                                           | 2                                                                           | 3                                                                           | 4                                                                           | 5                                                                           | 6                                                                           | 7                                                                           | 8                                                                           | 9                                                                           | 10                                                                          |                                                                             | 11                                                                          | 12                                                                          | 13                                                                          | 14                                                                          | 15                                                                          | 16                                                                          |                                                                             |
| --------------------------------------------------------------------------- | --------------------------------------------------------------------------- | --------------------------------------------------------------------------- | --------------------------------------------------------------------------- | --------------------------------------------------------------------------- | --------------------------------------------------------------------------- | --------------------------------------------------------------------------- | --------------------------------------------------------------------------- | --------------------------------------------------------------------------- | --------------------------------------------------------------------------- | --------------------------------------------------------------------------- | --------------------------------------------------------------------------- | --------------------------------------------------------------------------- | --------------------------------------------------------------------------- | --------------------------------------------------------------------------- | --------------------------------------------------------------------------- | --------------------------------------------------------------------------- | --------------------------------------------------------------------------- | --------------------------------------------------------------------------- |
| Nummer                                                                      | 26                                                                          | 8                                                                           | 3                                                                           | 2                                                                           | 5                                                                           | 12                                                                          | 14                                                                          | 25                                                                          | 32                                                                          | 37                                                                          | uit                                                                         | 20                                                                          | 7                                                                           | 5                                                                           | 5                                                                           | 10                                                                          | 21                                                                          | uit                                                                         |

| "Music" in de Nationale Hitparade - binnen: 24-04-1976 \| binnen: 13-03-1982 | "Music" in de Nationale Hitparade - binnen: 24-04-1976 \| binnen: 13-03-1982 | "Music" in de Nationale Hitparade - binnen: 24-04-1976 \| binnen: 13-03-1982 | "Music" in de Nationale Hitparade - binnen: 24-04-1976 \| binnen: 13-03-1982 | "Music" in de Nationale Hitparade - binnen: 24-04-1976 \| binnen: 13-03-1982 | "Music" in de Nationale Hitparade - binnen: 24-04-1976 \| binnen: 13-03-1982 | "Music" in de Nationale Hitparade - binnen: 24-04-1976 \| binnen: 13-03-1982 | "Music" in de Nationale Hitparade - binnen: 24-04-1976 \| binnen: 13-03-1982 | "Music" in de Nationale Hitparade - binnen: 24-04-1976 \| binnen: 13-03-1982 | "Music" in de Nationale Hitparade - binnen: 24-04-1976 \| binnen: 13-03-1982 | "Music" in de Nationale Hitparade - binnen: 24-04-1976 \| binnen: 13-03-1982 | "Music" in de Nationale Hitparade - binnen: 24-04-1976 \| binnen: 13-03-1982 | "Music" in de Nationale Hitparade - binnen: 24-04-1976 \| binnen: 13-03-1982 | "Music" in de Nationale Hitparade - binnen: 24-04-1976 \| binnen: 13-03-1982 | "Music" in de Nationale Hitparade - binnen: 24-04-1976 \| binnen: 13-03-1982 | "Music" in de Nationale Hitparade - binnen: 24-04-1976 \| binnen: 13-03-1982 | "Music" in de Nationale Hitparade - binnen: 24-04-1976 \| binnen: 13-03-1982 | "Music" in de Nationale Hitparade - binnen: 24-04-1976 \| binnen: 13-03-1982 |
| Week                                                                         | 1                                                                            | 2                                                                            | 3                                                                            | 4                                                                            | 5                                                                            | 6                                                                            | 7                                                                            |                                                                              | 8                                                                            | 9                                                                            | 10                                                                           | 11                                                                           | 12                                                                           | 13                                                                           | 14                                                                           | 15                                                                           |                                                                              |
| ---------------------------------------------------------------------------- | ---------------------------------------------------------------------------- | ---------------------------------------------------------------------------- | ---------------------------------------------------------------------------- | ---------------------------------------------------------------------------- | ---------------------------------------------------------------------------- | ---------------------------------------------------------------------------- | ---------------------------------------------------------------------------- | ---------------------------------------------------------------------------- | ---------------------------------------------------------------------------- | ---------------------------------------------------------------------------- | ---------------------------------------------------------------------------- | ---------------------------------------------------------------------------- | ---------------------------------------------------------------------------- | ---------------------------------------------------------------------------- | ---------------------------------------------------------------------------- | ---------------------------------------------------------------------------- | ---------------------------------------------------------------------------- |
| Nummer                                                                       | 21                                                                           | 6                                                                            | 3                                                                            | 2                                                                            | 1                                                                            | 8                                                                            | 17                                                                           | uit                                                                          | 18                                                                           | 5                                                                            | 5                                                                            | 4                                                                            | 7                                                                            | 13                                                                           | 34                                                                           | 48                                                                           | uit                                                                          |

### Evergreen Top 1000
| Evergreen Top 1000 "Music" | Evergreen Top 1000 "Music" | Evergreen Top 1000 "Music" | Evergreen Top 1000 "Music" | Evergreen Top 1000 "Music" | Evergreen Top 1000 "Music" | Evergreen Top 1000 "Music" | Evergreen Top 1000 "Music" | Evergreen Top 1000 "Music" | Evergreen Top 1000 "Music" | Evergreen Top 1000 "Music" | Evergreen Top 1000 "Music" | Evergreen Top 1000 "Music" | Evergreen Top 1000 "Music" | Evergreen Top 1000 "Music" | Evergreen Top 1000 "Music" | Evergreen Top 1000 "Music" |
| Jaar                       | 2008                       | 2009                       | 2010                       | 2011                       | 2012                       | 2013                       | 2014                       | 2015                       | 2016                       | 2017                       | 2018                       | 2019                       | 2020                       | 2021                       | 2022                       | 2023                       |
| -------------------------- | -------------------------- | -------------------------- | -------------------------- | -------------------------- | -------------------------- | -------------------------- | -------------------------- | -------------------------- | -------------------------- | -------------------------- | -------------------------- | -------------------------- | -------------------------- | -------------------------- | -------------------------- | -------------------------- |
| Positie                    | -                          | -                          | -                          | -                          | -                          | 460                        | 323                        | 371                        | 224                        | 149                        | 120                        | 116                        | 102                        | 106                        | 76                         | 78                         |

### NPO Radio 2 Top 2000
| Nummer met noteringen in de NPO Radio 2 Top 2000 | '99 | '00 | '01 | '02 | '03 | '04 | '05 | '06 | '07 | '08 | '09 | '10 | '11 | '12 | '13 | '14 | '15 | '16 | '17 | '18 | '19 | '20 | '21 | '22 | '23 | '24 |
| ------------------------------------------------ | --- | --- | --- | --- | --- | --- | --- | --- | --- | --- | --- | --- | --- | --- | --- | --- | --- | --- | --- | --- | --- | --- | --- | --- | --- | --- |
| Music                                            | 19  | 39  | 32  | 37  | 36  | 67  | 75  | 65  | 76  | 56  | 111 | 122 | 123 | 113 | 129 | 116 | 135 | 170 | 187 | 209 | 205 | 236 | 236 | 206 | 191 | 213 |

1. ↑  Een vetgedrukt getal geeft de hoogste notering aan.

### JOE fm Hitarchief Top 2000
| "Music" JOE fm Hitarchief Top 2000 | "Music" JOE fm Hitarchief Top 2000 | "Music" JOE fm Hitarchief Top 2000 | "Music" JOE fm Hitarchief Top 2000 | "Music" JOE fm Hitarchief Top 2000 | "Music" JOE fm Hitarchief Top 2000 |
| Jaar                               | 2009                               | 2010                               | 2011                               | 2012                               | 2013                               |
| ---------------------------------- | ---------------------------------- | ---------------------------------- | ---------------------------------- | ---------------------------------- | ---------------------------------- |
| Positie                            | 21                                 | 23                                 | 17                                 | 15                                 | 18                                 |